# Каменка (Исаклинский район)
Каменка (чув. Чулҫырма) — посёлок в Исаклинском районе Самарской области в составе сельского поселения Новое Ганькино.

## География
Находится на расстоянии примерно 26 километров по прямой на юго-восток от районного центра села Исаклы.

## История
Посёлок основан в 1926 году переселенцами из села Новое Ганькино.

## Население
Постоянное население составляло 7 человек (чуваши 100 %) в 2002 году, 3 в 2010 году.